# Balatonlelle
Balatonlelle is een plaats (város) en gemeente in het Hongaarse comitaat Somogy. Balatonlelle telt 5017 inwoners (2001).